# Phelline
Phelline — рід кущів і єдиний представник родини Phellinaceae, квіткових рослин, ендемічних для Нової Каледонії. Він поміщений в порядок Asterales і пов'язаний з двома іншими невеликими родинами рослин: Alseuosmiaceae і Argophyllaceae. Він містить десять видів.

## Види
Усі види роду є ендеміками Нової Каледонії. Нижче наведено десять видів.
- Phelline barrierei Barriera & Schlüssel
- Phelline billardierei Pancher ex Loes.
- Phelline brachyphylla Baill.
- Phelline comosa Labill.
- Phelline dumbeaensis Guillaumin
- Phelline erubescens Baill.
- Phelline gracilior (Loes.) Barriera
- Phelline indivisa (Baill.) Harms & Loes.
- Phelline lucida Vieill. ex Baill.
- Phelline macrophylla Baill.